# 景清
景清（？—1402年），陝西庆阳府真宁县（今甘肅正寧）人，明朝政治人物，建文帝忠臣，意图行刺明成祖未成，九族連同家鄉所有人都被成祖下令處死，俗稱「瓜蔓抄」。

## 生平
景清本姓「耿」，為了冒籍而冒姓。為人聰明，讀書過目不忘。性情正直，卻不嚴肅，曾經靠著聰明才智惡作劇戲弄吝嗇的國子監室友，讓室友被國子監祭酒責罵。傳說景清投宿旅館時，連妖怪都不敢接近。為了幫助旅館驅邪，景清寫了「景清在此」四個字，妖怪也被嚇跑了。
洪武二十七年（1394年）甲戌科進士，授編修，改御史。洪武三十年（1397年）春，受命署左僉都御史。他曾經因為奏章寫錯字，私自塗改，被言官彈劾而入獄。不久獲得釋放。其後除金華知府。
建文初年，為北平參議，與燕王朱棣頗善，後來改任御史大夫。燕王朱棣發動靖難之變，攻入南京後稱帝，是為成祖。忠于建文帝的官員大批被殺，景清欲為建文帝報仇，假意歸順成祖，由於成祖本來就與景清有交情，還大喜說：「我的老友啊！」讓景清擔任原官職。
有一日，日者向成祖報告：「有紅色異星急犯帝座。」當日只有景清穿紅衣，所以成祖察覺有異，於是下令搜身，搜出景清懷藏利刃。成祖責問他，景清奮起道：「想幫建文帝報仇罷了！」成祖大怒，下令将景清磔死。此后，成祖午睡時，夢見景清變成厲鬼前來報仇，圍繞大殿追著成祖。成祖又下令誅其九族，并挖掘其祖先墳墓。最後，把景清家鄉的居民全部殺光，凡是跟景清有任何輾轉相繫關係的人都受到株連，稱為「瓜蔓抄」，結果景清家鄉的村落變成廢墟。
明宣德年間，明宣宗平反建文帝之忠臣，將其追諡忠烈，並在各地為景清建廟奉祀。《儒林外史》第二十九回：“一同步上崗子，在各廟宇裏，見方、景諸公的祠，甚是巍峨。”如今各處有“景公祠”、“景御史廟”等皆奉祀景清。清乾隆四十一年（1776年）改諡忠壯。

## 延伸阅读
[在维基数据编辑]
 《國朝獻徵錄·卷之五十四》，出自焦竑《國朝獻徵錄》
 《明史卷一百四十一》，出自《明史》

| 官衔        | 官衔                       | 官衔        |
| ----------- | -------------------------- | ----------- |
| 前任： 暴昭 | 明朝左都御史 1399年-1402年 | 繼任： 陳瑛 |